# 朱桂芳
朱桂芳（?—?），号蘭室。河南南阳府裕州人。

## 生平
明朝嘉靖三十一年（1552年）河南乡试举人，授吴橋縣知縣，调宛平县，入京擔任户部福建司主事，历员外郎、郎中，出为江西南康府知府。